# وارطان آتریان
وارطان آتریان (ارمنی: Վարդան Ատրյան؛  زادهٔ ۱۳ ژوئیهٔ ۱۸۹۶ - درگذشته ۶ ژانویهٔ ۱۹۷۴) نثرنویس، روزنامه‌نگار و ویراستار اهل ارمنستان بود.

## زندگی‌نامه
وی با نام اصلی وارطان هوهانسی آستواتساتوریان(ارمنی: Վարդան Հովհաննեսի Աստվածատրյան) در ۱۳ ژوئیهٔ ۱۸۹۶ در تفلیس به دنیا آمد و از مدرسه نرسیسیان فارغ‌التحصیل گشت. وی عضو اتحادیه نویسندگان شوروی بود. همچنین برندهٔ جوایزی همچون نشان پرچم سرخ کار شده‌است. وی در ۶ ژانویهٔ ۱۹۷۴ در سن ۷۷ سالگی در ایروان درگذشت.